# امیر سلطان‌احمدی
امیر سلطان‌احمدی (زاده ۱۳۵۹، تهران. اصلیت محلات(شهر گل و گیاه)بازیگر تئاتر، عروسک‌گردان،نویسنده،کارگردان و ترانه‌سرای اهل ایران است.
بیشتر شهرت سلطان‌احمدی به دلیل عروسک‌گردانی عروسک پسرعمه زا در مجموعه نمایشی کلاه‌قرمزی بوده‌است. وی با مجموعهٔ مومو و مومی به کارگردانی مریم سعادت به عنوان صدا پیشه وارد عرصهٔ تلویزیون شد. سپس به عنوان ترانه‌سرا و بازیگر (در نقش دایی گلپر) با مجموعهٔ تلویزیونی «خونهٔ گلپراینا» همکاری کرد. از جمله تجارب بازیگری او می‌توان به بازی در مجموعه‌های گذر میرزا، منوچ و نونوچ، سنجد خبرنگار و مکتب خانهٔ غیرانتفاعی اشاره کرد. وی صداپیشهٔ کاراکتر عمومتل بود که بیش از سه سال در کنار نگار استخر روی آنتن زندهٔ شبکهٔ دو حضور داشت. وی به عنوان نویسنده، ترانه‌سرا صداپیشه و عروسک گردان در مجموعهٔ امداد حشرات به کارگردانی مریم سعادت حضور داشت و همچنین نویسنده، ترانه‌سرا و خوانندهٔ تیتراژ مجموعه تلویزیونی «دانی و من» به کارگردانی ارژنگ امیرفضلی بود. وی در کلاه قرمزی ۹۷ صدا پیشه شخصیت 《اردک》است.
از ترانه‌های امیر سلطان‌احمدی، میتوان سرود جام‌های جهانی فوتبال برای تیم ملی ایران، ترانه‌های مجموعه تلویزیونی کرکره و تیتراژ مجموعه تلویزیونی دوپینگ اشاره کرد، که اکثر آن‌ها با صدای محمد بحرانی یا دوصدایی (محمد بحرانی و امیر سلطان‌احمدی) اجرا شده‌اند.

## تحصیلات
او در سال ۸۳ موفق به گرفتن مدرک کارشناسی نمایش با گرایش بازیگری از دانشکده هنرهای زیبای دانشگاه تهران شد و
.

## اجراها، بازی‌ها و ترانه‌ها
- نویسنده کارگردان و بازیگر نمایش ژازن بکام ژازن ناکام جشنواره فجر، تالارهنر، سال ۸۳
- بازی در نمایش «لیرشاه «به کارگردانی» سعید آقایی»؛ تهران، جشنواره فجر، تئاترشهر، تالار نو؛ ۱۳۸۳
- برندهٔ جایزهٔ بازیگری از جشنوارهٔ دانشجویی فجر سال ۸۷ برای بازی در نمایش سی به کارگردانی سارا فرزاد فرد
- برندهٔ جایزهٔ بهترین موسیقی برای نمایش دایره به کارگردانی هادی حجازی فر سال ۸۱
- برندهٔ جایزهٔ عروسک گردانی در جشنوارهٔ دانشجویی تئاتر عروسکی سال ۸۱ برای نمایش سه نقطه
- برندهٔ جایزهٔ بهترین عروسک گردان در جشنوارهٔ تئاتر عروسکی سال ۸۳ برای نمایش اپرای خورشید
- برندهٔ جایزهٔ بهترین صداپیشه برای نمایش بغلم کن تا دمپایی نیومده در جشنوارهٔ دانشجویی عروسکی سال ۸۵
- دبیر اجرایی اولین فستیوال داخلی دانشکده هنرهای زیبا؛ ۱۳۸۲
- دبیر اجرایی جشنواره خلاقیت و نمایشهای کوتاه؛ ۱۳۸۳[۳]
- کارگردان مجموعهٔ قصه و نمایش شبکهٔ دو
- نویسنده و کارگردان مجموعهٔ سرزمین الفبا (شبکهٔ جام جم)
- نویسنده و کارگردان مجموعهٔ دس دسی صداش میاد به تهیه‌کنندگی نگار استخر
- مکتب خانه غیرانتفاعی[۴]
- کرکره[۵]
- ترانه‌سرا و خوانندهٔ کلیپ جام جهانی۲۰۱۴ فوتبال
- کلیپ تیم ملی والیبال ایران
- کارگردانی مجموعه تلویزیونی سوغات جنگل
- ترانه‌سرای تیتراژ انتهایی مجموعه تلویزیونی دوپینگ
- کارگردان مجموعه تلویزیونی شبکه کوچک
- پیکولو جزیره جادویی در نقش مخترع